# Oryzias orthognathus
Oryzias orthognathus је зракоперка из реда Beloniformes и фамилије Adrianichthyidae. 

## Угроженост
Ова врста се сматра угроженом.

## Распрострањење
Индонезија је једино познато природно станиште врсте.

## Станиште
Станиште врсте су слатководна подручја.